# Kousenband (kleding)

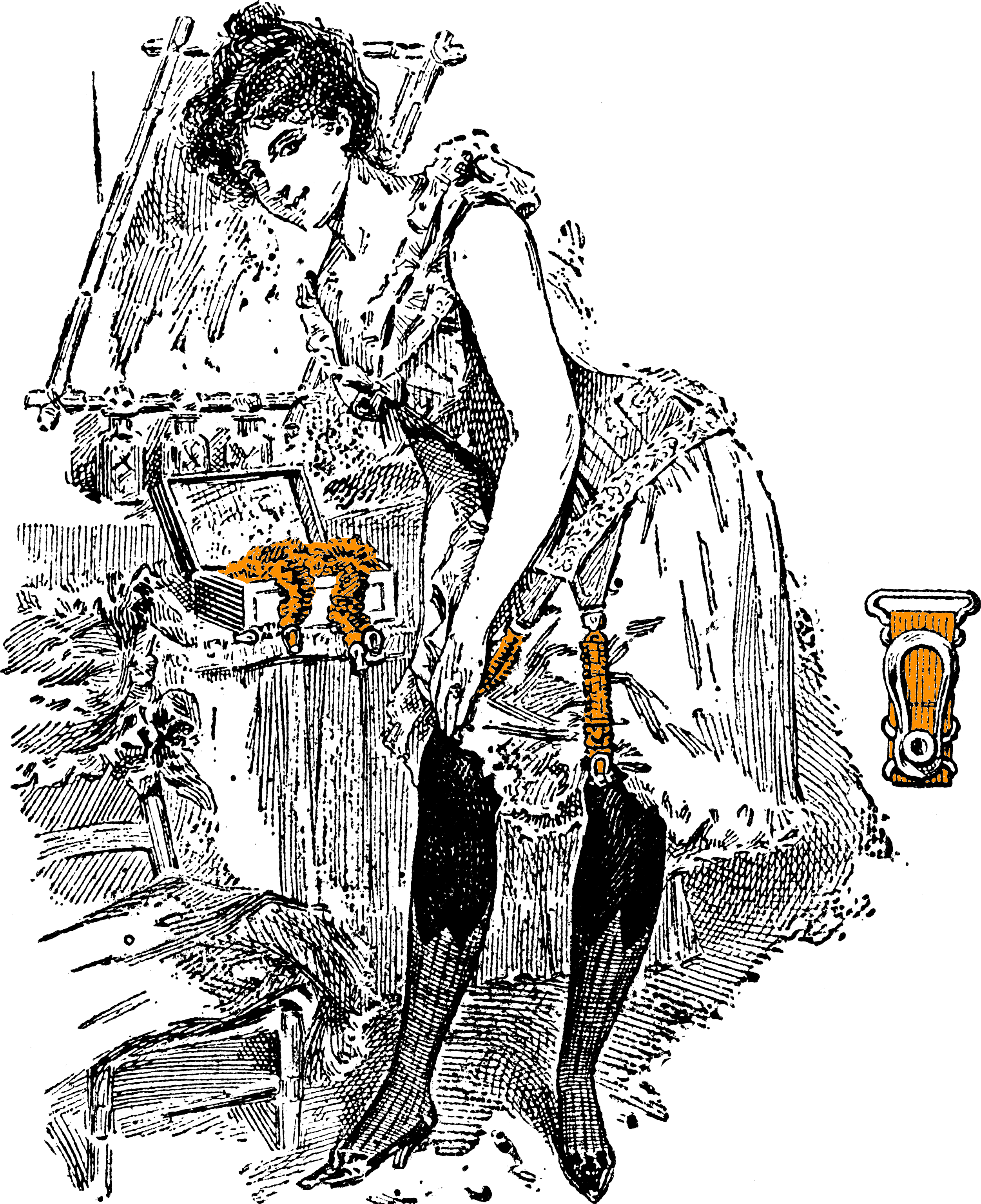
In de 19e eeuw kwamen rubberen of elastieken kousenbanden in de mode

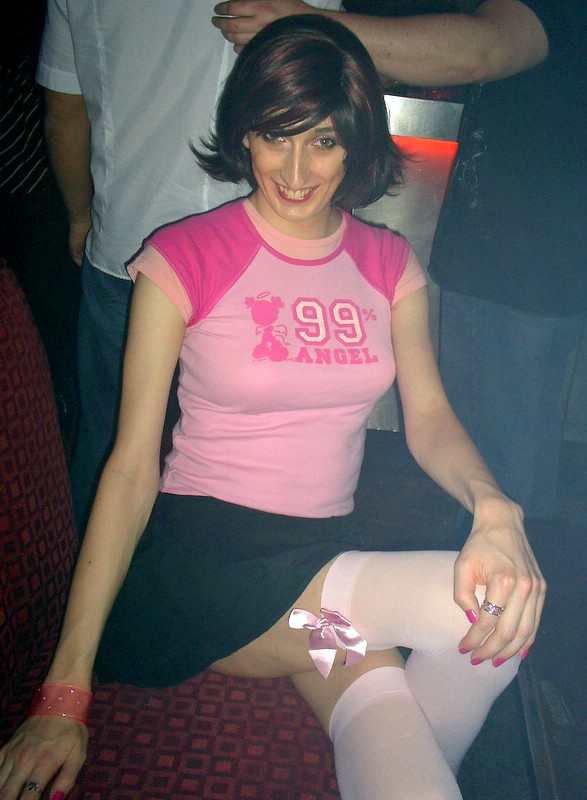
Crossdresser toont kousenband

Een kousenband is een kledingstuk. Het is een band om een kous op te houden.

## Geschiedenis
In het verleden droegen heren kniebroeken of culottes en de daaronder gedragen kousen werden met een band met gesp vastgezet. Men ging in de loop der eeuwen de kousenband versieren met strikken, kokardes en franje en een gesp, soms versierd met strass of edelstenen voorzien. Waar werklieden praktische lange broeken droegen, droegen edellieden en patriciërs, ook bij uniformen, tot in het laatste kwart van de 18e eeuw kousen, kousenbanden en kniebroeken. Lange broeken of "pantelons" mochten aan het Franse hof beslist niet worden gedragen. Daarbij maakte men ook voor officieren en militairen geen uitzondering. De achterliggende reden voor dit hofprotocol was de bescherming van de zijde-industrie van Lyon die de kousen fabriceerde.
De Franse Revolutie van 1789 bracht een ommekeer in de herenkleding. De aanhangers van de revolutie trokken lange broeken of "pantelons" aan terwijl de adel en de conservatieven het bij de oude culotte hielden. Zo ontstond de bijnaam "sansculotte" voor revolutionair. De meest radicale revolutionaire leider, Maximiliën de Robespierre maakte een uitzondering op deze regel. Hij droeg tot zijn dood kousen, kousenbanden en kniebroek.
In het Verenigd Koninkrijk is een kostbaar uitgevoerde kousenband met het opschrift "Honi Soit Qui Mal Y Pense" het onderscheidingsteken van een hoge ridderorde, de Orde van de Kousenband. De heren dragen aan het Britse hof nog steeds ouderwetse kniebroeken met kousenbanden.
In de periode vóór de invoering van de jarretellengordel en de jarretelgordel droegen dames ook kousenbanden om hun kousen op te houden. De ouderwetse kousenband is in de loop der 20e eeuw in onbruik geraakt en is nu een accessoire voor bruiden. In veel culturen is het verwijderen van de kousenband het privilege van de bruidegom. Elders mogen de gasten soms geld in de kousenband van de bruid steken.
Als onderdeel van de normaal voor vreemden verborgen onderkleding verwierf de kousenband in de loop der eeuwen veel erotisch kapitaal. De kousenband werd een prikkelend object gevonden. Toen in de loop van de 19e eeuw de jarretels en jarretelgordels opkwamen werden ook deze verbindingsstukken van rubber of elastisch materiaal eveneens kousenbanden genoemd. De kousenband is als lingerie een fetisjobject geworden. Stripteasedanseressen dragen de band om toeschouwers erotisch te prikkelen.

## De kousenband in deheraldieken defaleristiek
De Britse koning en de leden van de Orde van de Kousenband dragen de geknoopte kousenband met de zinspreuk "Honi Soit Qui Mal Y Pense" om hun wapenschild of om hun monogram. Zo duikt de kousenband ook op hun briefpapier op. In Nederland voeren de Eerste en Tweede Kamer der Staten Generaal eveneens een kousenband met de aanduiding van hun wetgevend lichaam als briefhoofd.
Het Nederlandse Oorlogsherinneringskruis en het Ereteken Belangrijke Krijgsbedrijven zijn eveneens van een kousenband met opschrift voorzien.

## Zie ook

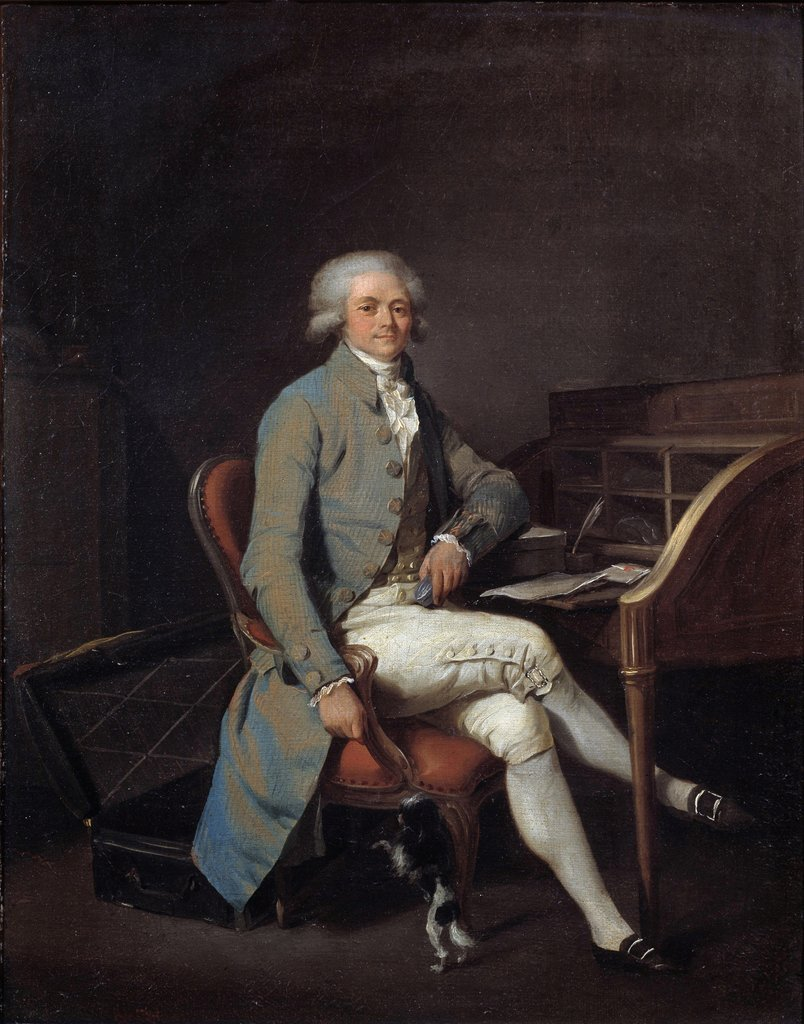
Robespierre met culotte en kousenbanden
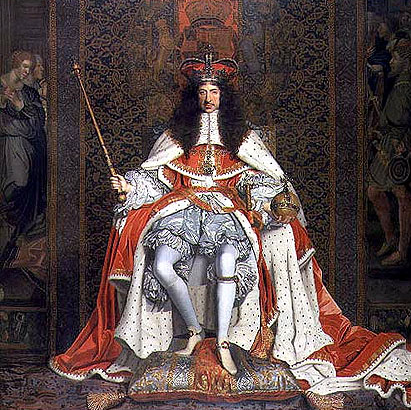
Karel II met de Orde van de Kousenband om de linkerkuit